# Valeska Menezes
Valeska dos Santos Menezes znana jako Valeska (ur. 23 kwietnia 1976 w Niterói) – brazylijska siatkarka, występująca na pozycji przyjmującej. Największy sukces z reprezentacją odniosła w 2008 roku, zdobywając Mistrzostwo Olimpijskie. Obecnie występuje w tureckim Galatasaray SK.

## Kluby
- 1994–1997 Pinheiros
- 1997–2000 Rexona-Ades
- 2000–2001 Mirim Flamengo
- 2001–2007 Finasa/Osasco
- 2007–2008 Asystel Novara
- 2008–2009 DYO Karşıyaka
- 2009- Galatasaray Stambuł

## Sukcesy

### reprezentacyjne
- Igrzyska Olimpijskie:
  -  2008, Pekin
- World Grand Prix:
  -  2004, Reggio Calabria; 2005, Sendai; 2008, Jokohama

## klubowe
- Mistrzostwa Brazylii:
  -  1997, 1999, 2001, 2003, 2004, 2005
- Puchar Challenge:
  -  2010

## Nagrody indywidualne
- 2010: najlepiej przyjmująca zawodniczka turnieju finałowego Pucharu Challenge[1].